# Toy Story 4
Pour les articles homonymes, voir Toy Story (homonymie).
Série Classiques d’animation Pixar
Les Indestructibles 2
(2018) En avant
(2020)
Série Toy Story
Toy Story 3
(2010) Toy Story 5
(2026)
Pour plus de détails, voir Fiche technique et Distribution.
Toy Story 4, ou Histoire de jouets 4 au Québec, est un film d'animation en images de synthèse américain réalisé par Josh Cooley et sorti en 2019. Quatrième film de la série Toy Story, il est produit par Pixar et distribué par Walt Disney Pictures.
Suite directe de Toy Story 3, le film raconte les aventures de Woody, Buzz l'Éclair et de leurs autres amis jouets ayant trouvé une nouvelle vie aux côtés de Bonnie. Ils sont rejoints par Fourchette, une fourchette en plastique que Bonnie a transformé en jouet, et se lancent dans une aventure avant de tomber sur une vieille connaissance, La Bergère. Le film est dédié à Don Rickles, interprète de M. Patate, et à l'animateur Adam Burke, décédés respectivement le 6 avril 2017 et le 8 octobre 2018.
Le film est diffusé pour la première fois le 11 juin 2019 à Los Angeles et sort le 21 du même mois aux États-Unis, disponible en RealD 3D, Dolby Cinema et IMAX. Avec plus de 1,073 milliard de dollars de recettes mondiales, il devient le film le plus lucratif de la franchise, le neuvième plus gros succès de 2019 et le sixième film d'animation le plus rentable au monde.
Lors de la 92e cérémonie des Oscars en février 2020, il remporte l'Oscar du meilleur film d'animation.

## Synopsis
Neuf ans plus tôt, après les événements de Toy Story 2, La Bergère et Woody tentent de sauver la voiture télécommandée d'Andy, perdue pendant un orage. Alors que le sauvetage prend fin, La Bergère est donnée à un nouveau propriétaire. Woody veut d'abord partir avec elle puis décide finalement de rester avec Andy.
Des années plus tard, Andy, devenu adolescent, donne tous ses jouets à Bonnie, encore jeune enfant, avant de partir à l'université. Bien que les jouets soient heureux d'avoir une nouvelle vie avec un nouvel enfant, Woody peine à s'adapter à un environnement dans lequel il n'est plus aussi aimé qu'avec Andy : Bonnie lui enlève régulièrement son étoile de shérif pour la donner à Jessie et le choisit rarement lorsqu'elle veut jouer.
Alors que Bonnie s'apprête à passer son premier jour à l'école maternelle, Woody s'inquiète pour elle et se met dans son sac à dos. À l'école, Bonnie se retrouvant sans de quoi pouvoir faire un dessin à sa portée, Woody va chercher plusieurs matériaux dans la poubelle, dont une cuillère-fourchette, du fil cure-pipe et un bâtonnet de glace, que Bonnie utilise pour créer un nouveau jouet qu'elle prénomme Fourchette. Fourchette prend vie dans le sac à dos de Bonnie et fait une crise existentielle, pensant qu'il n'est composé que de déchets et qu'il n'est donc pas un jouet, et souhaite retourner dans une poubelle. Alors que Fourchette devient le jouet préféré de Bonnie, Woody se charge de l'empêcher de se jeter à la poubelle.
Lors d'une virée routière organisée par les parents de Bonnie, Fourchette saute de la fenêtre du camping-car, poursuivi par Woody. Quand Woody explique à Fourchette à quel point il est important pour Bonnie, il accepte de retourner auprès de Bonnie. Près du parking où se sont arrêtés les parents de Bonnie, Woody remarque la lampe de La Bergère dans la vitrine d'un antiquaire et y entre, espérant la retrouver. À l'intérieur, Woody et Fourchette rencontrent Gabby Gabby, une poupée des années 1950, qui désire remplacer sa boîte vocale, défectueuse depuis sa création, par celle de Woody, qui fonctionne encore parfaitement. Bien que Woody parvienne à s'échapper, Gabby Gabby capture Fourchette. Woody arrive dans un parc de jeux et retrouve La Bergère ainsi que ses trois moutons, Be, Bop et Lula, accompagnés de la Polly Pocket policière Giggle McDimples, qui sont maintenant des jouets « perdus », c'est-à-dire qui n'appartiennent plus à aucun enfant. La Bergère accepte d'aider Woody à sauver Fourchette.
Pendant ce temps, Buzz l'Éclair part chercher Woody mais se perd, se retrouve dans une fête foraine et devient l'un des prix d'un jeu de tir. Il s'échappe avec deux peluches prénommées Ducky et Bunny et retrouve Woody et La Bergère. Avec l'aide de Giggle et du jouet cascadeur québécois Duke Caboom, ils essaient de sauver Fourchette de Gabby Gabby, de ses sous-fifres, des pantins de ventriloque, et du chat de la propriétaire de l'antiquaire, sans succès. Après la défaite, La Bergère et les autres jouets refusent de réessayer. Woody déclare que secourir Fourchette est son seul but et dit à La Bergère qu'être loyal est quelque chose qu'un jouet perdu ne pourrait pas comprendre. Seul, Woody rencontre de nouveau Gabby Gabby, qui lui explique qu'elle attend depuis toujours l'amour d'un enfant. Woody a pitié de Gabby Gabby et accepte de lui donner sa boîte vocale en échange de Fourchette.
Les jouets se séparent, mais Woody voit Gabby Gabby se faire rejeter par Harmonie, qu'elle pensait être sa propriétaire idéale. Woody réconforte Gabby Gabby qui a le cœur brisé et l'invite à devenir l'un des jouets de Bonnie. La Bergère revient avec les autres jouets et se réconcilie avec Woody. Ils se dirigent vers la fête foraine, tandis que les autres jouets de Bonnie se mettent à la place de l'assistant de navigation pour forcer les parents de Bonnie à revenir au parking. Gabby Gabby voit une petite fille en train de pleurer dans la fête foraine et décide alors de devenir son jouet, lui donnant alors le courage d'aller voir un agent de sécurité pour retrouver ses parents.
Sur le carrousel, Woody et La Bergère se font des adieux doux-amers et Woody hésite à la quitter de nouveau. Quand Buzz lui dit que Bonnie ira bien même sans lui, Woody décide de rester avec La Bergère au lieu de repartir avec les autres jouets. Il donne son étoile de shérif à Jessie, qui devient le nouveau leader, et dit adieu à ses amis.
Woody et La Bergère commencent leur vie ensemble, accompagnés de Ducky, Bunny, Giggle et Duke Caboom, dans le but de trouver de nouveaux propriétaires aux jouets perdus. Lors de son premier jour de cours préparatoire, Bonnie crée un nouveau jouet à partir d'un couteau en plastique, souffrant de la même crise existentielle que Fourchette auparavant, ce dernier en tombant sous le charme.

## Fiche technique
Sauf indication contraire, les informations mentionnées dans cette section peuvent être confirmées par la base de données cinématographiques IMDb,  présente dans la section « Liens externes ».
- Titre original et français : Toy Story 4
- Titre québécois : Histoire de jouets 4
- Réalisation : Josh Cooley
- Scénario : Andrew Stanton et Stephany Folsom, d'après une histoire de John Lasseter, Josh Cooley, Valérie LaPointe, Rashida Jones, Will McCormack, Martin Hynes, Andrew Stanton et Stephany Folsom
- Musique et chansons : Randy Newman
  - Version française interprétée par Charlélie Couture
- Direction artistique : Domee Shi
- Photographie : Patrick Lin et Jean-Claude Kalache
- Montage : Axel Geddes
- Production : Jonas Rivera et Mark Nielsen
- Production exécutive : Pete Docter et Andrew Stanton
- Sociétés de production : Pixar Animation Studios et Walt Disney Pictures
- Société de distribution : Walt Disney Studios Distribution
- Budget : 200 millions $
- Pays de production :  États-Unis
- Langue originale : anglais
- Format : couleur — Dolby Atmos
- Genres : animation, comédie
- Durée : 100 minutes
- Dates de sortie :
  - États-Unis : 11 juin 2019 (première mondiale à Hollywood)[1]
  - États-Unis (sortie nationale), Québec[2] : 21 juin 2019
  - France, Belgique : 26 juin 2019

## Distribution
Sauf indication contraire, les informations mentionnées dans cette section peuvent être confirmées par les bases de données cinématographiques  présentes dans la section « Liens externes ».

### Voix originales
- Tom Hanks : Woody
- Tim Allen : Buzz Lightyear (Buzz l'Éclair)
- Annie Potts : Bo Peep (La Bergère)
- Tony Hale : Forky (Fourchette)
- Christina Hendricks : Gabby Gabby
- Keegan-Michael Key et Jordan Peele : Ducky and Bunny
- Keanu Reeves : Duke Caboom
- Madeleine McGraw : Bonnie
- Joan Cusack : Jessie
- Blake Clark : Slinky Dog (Zig-Zag)
- Don Rickles : Mr. Potato Head (M. Patate)
- John Ratzenberger : Hamm (Bayonne)
- Wallace Shawn : Rex
- Estelle Harris : Mrs. Potato Head (Mme Patate)
- Jeff Pidgeon : Aliens
- Steve Purcell : Benson
- Kristen Schaal : Trixie
- Bonnie Hunt : Dolly
- Timothy Dalton : Mr. Pickleplants (M. Labrosse)
- Jeff Garlin : Buttercup (Bouton d'Or)
- Lori Alan : Mrs. Anderson
- Jay Hernandez : Mr. Anderson

Galerie photo des acteurs
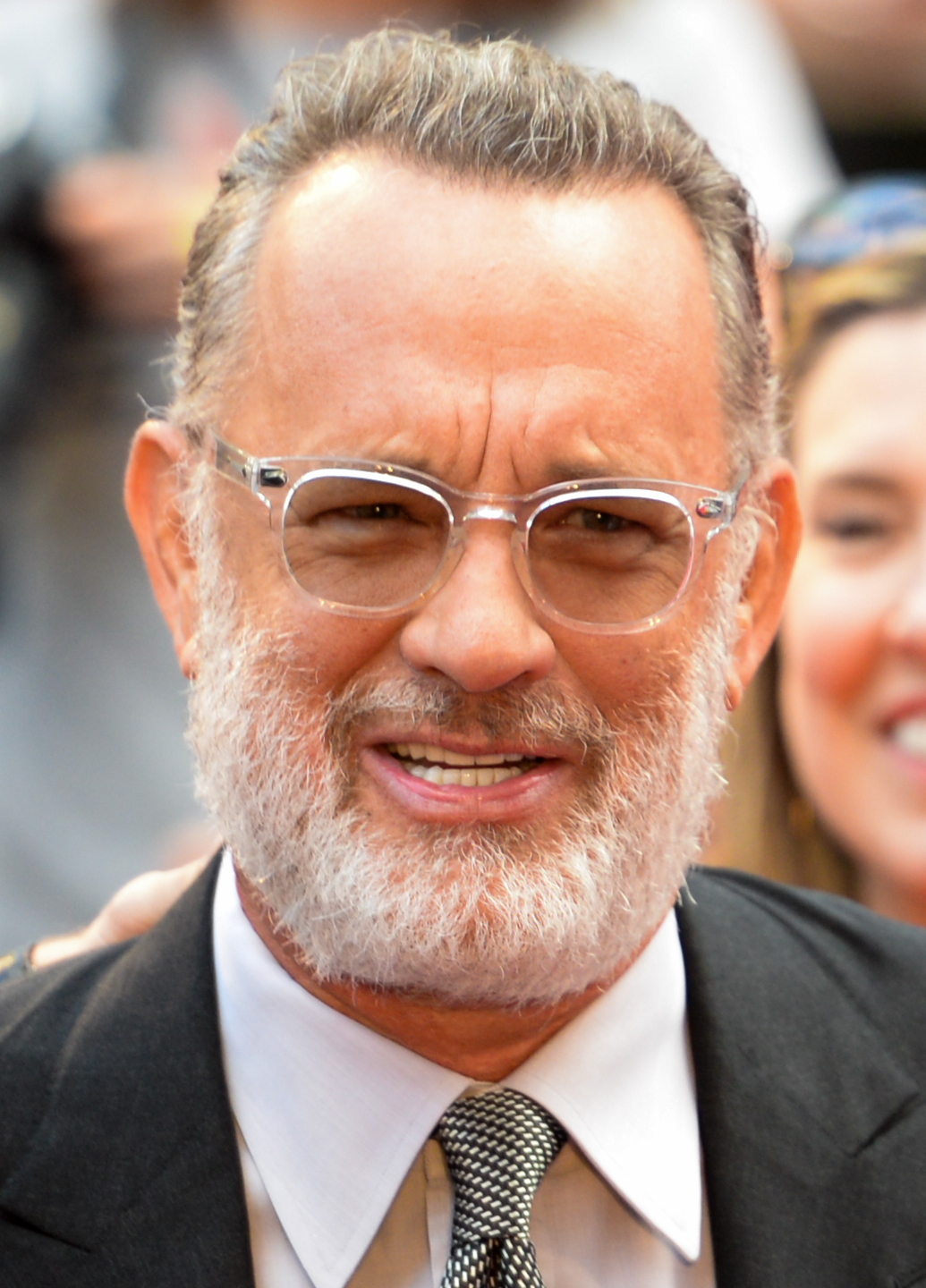
Tom Hanks
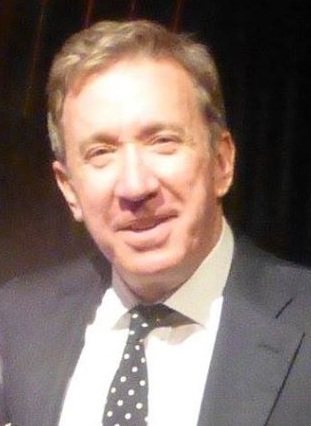
Tim Allen
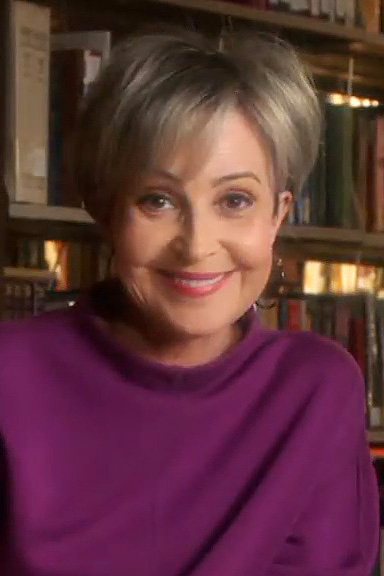
Annie Potts
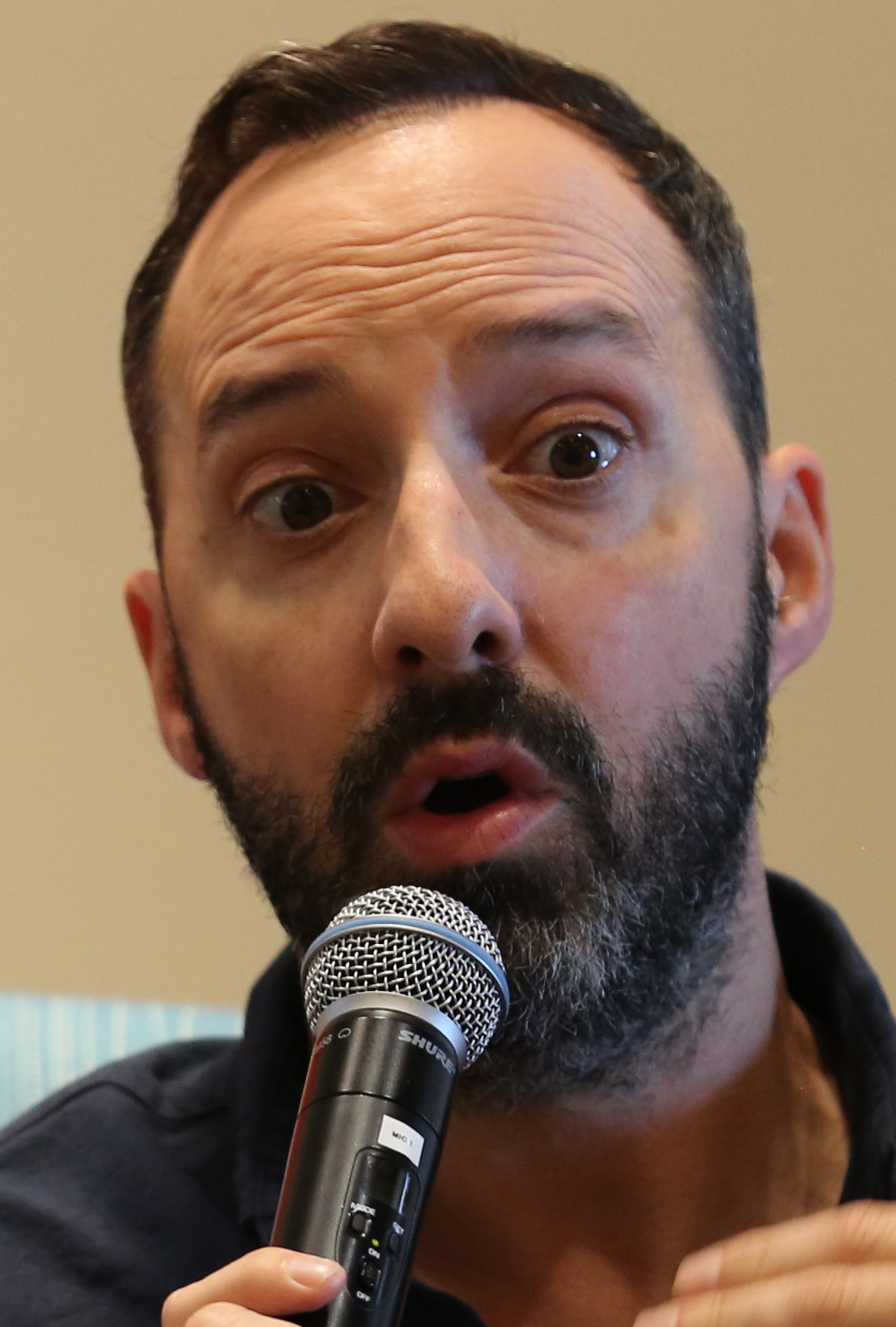
Tony Hale
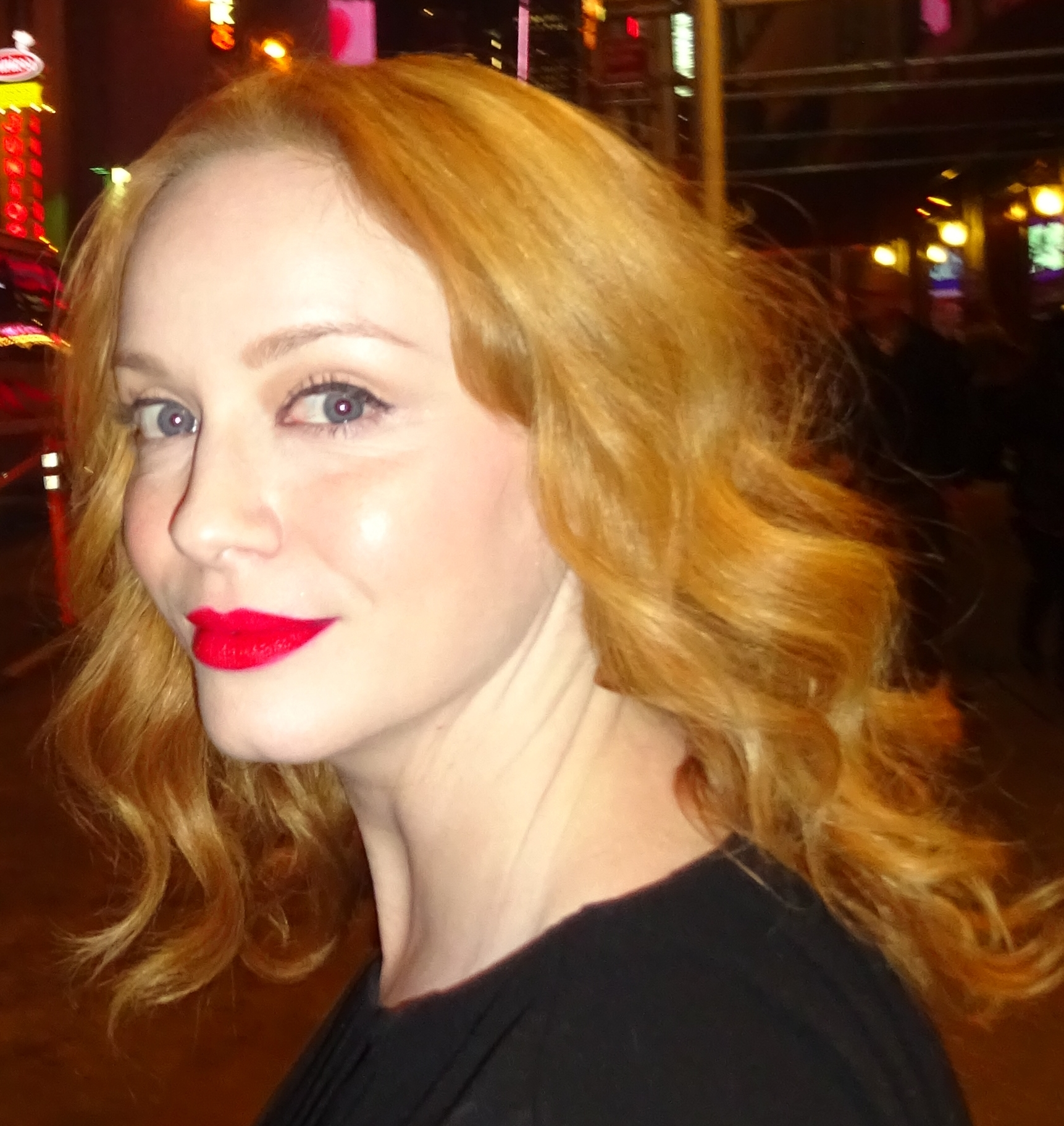
Christina Hendricks
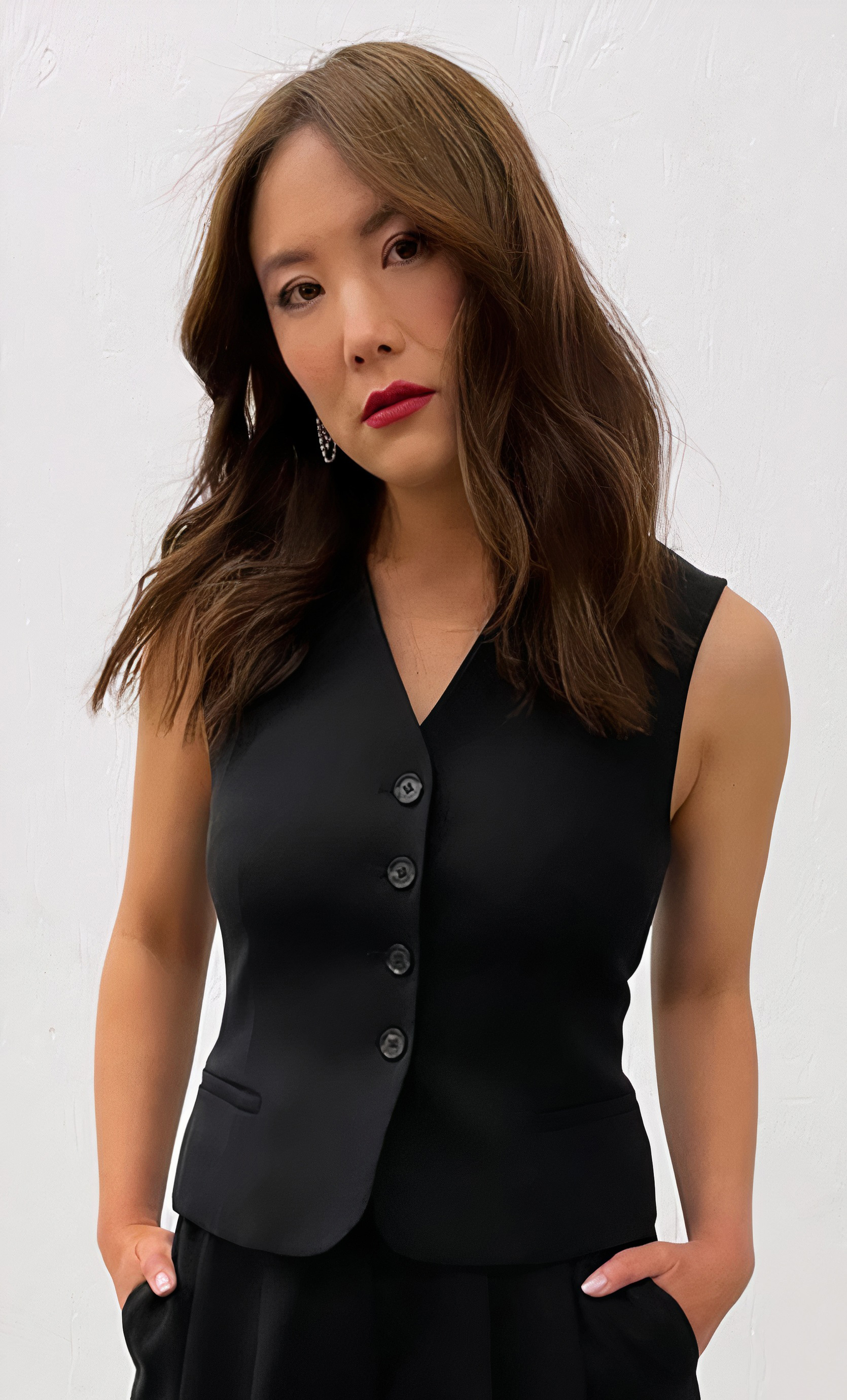
Ally Maki
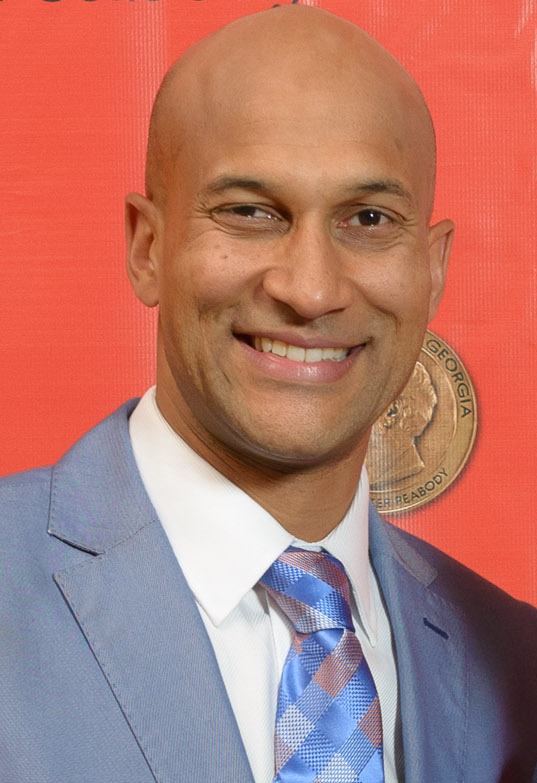
Keegan-Michael Key
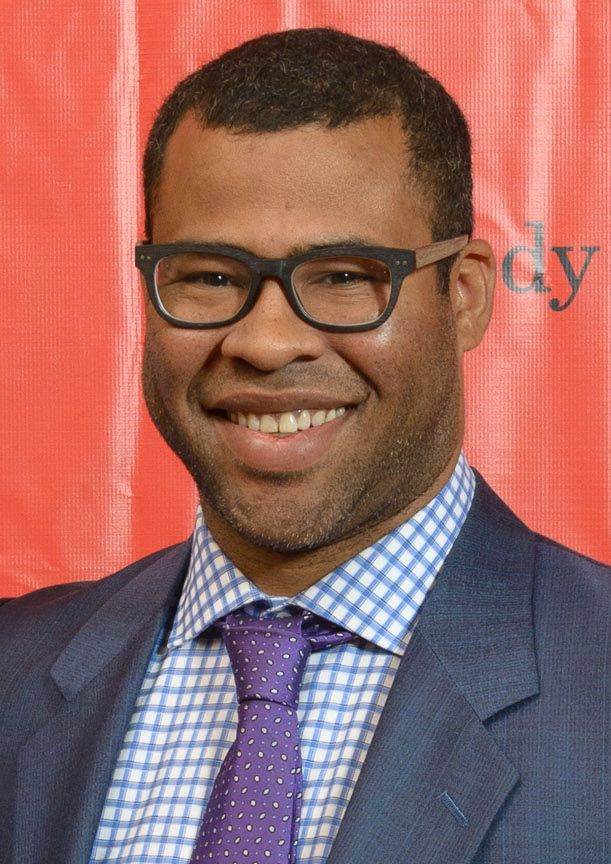
Jordan Peele
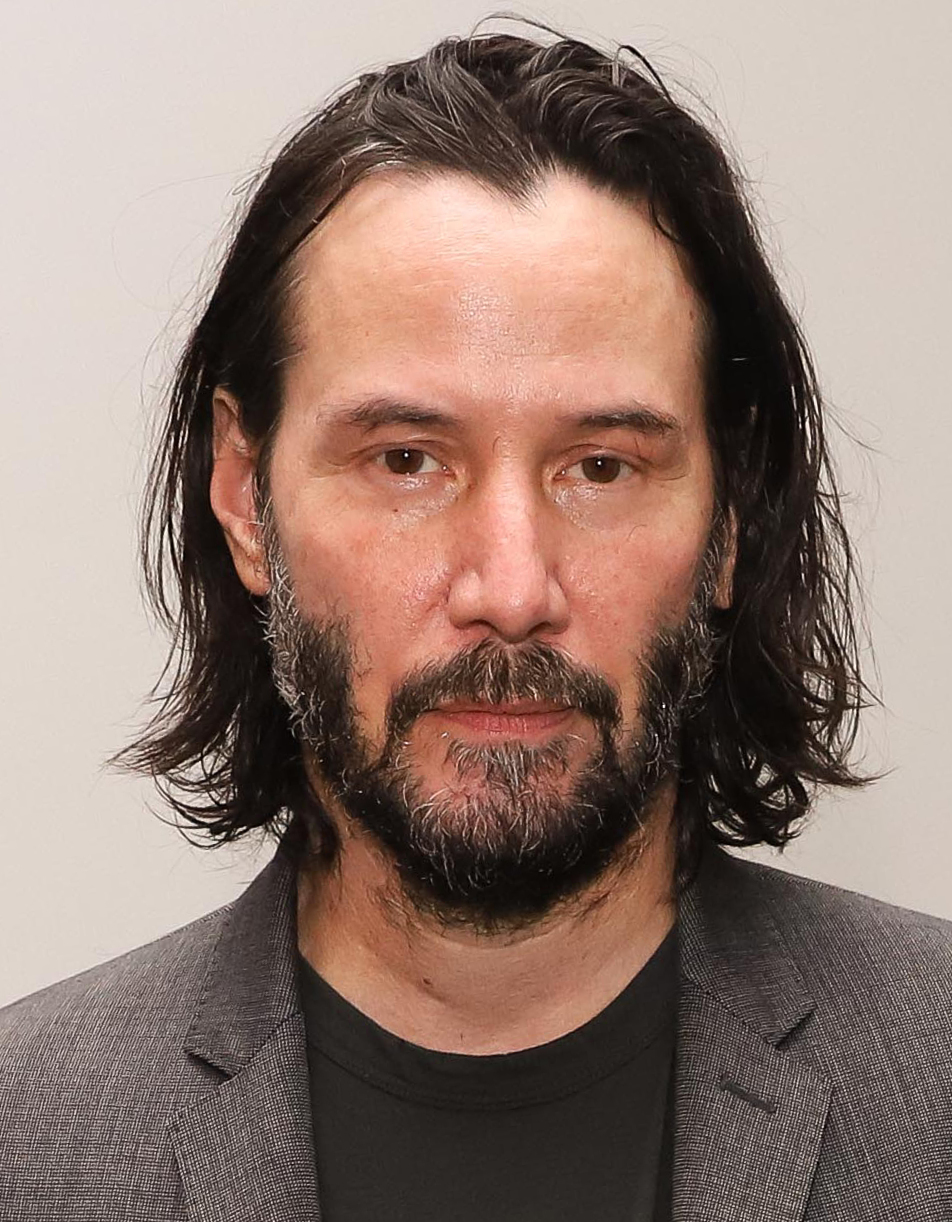
Keanu Reeves

### Voix françaises
- Jean-Philippe Puymartin : Woody
- Richard Darbois : Buzz l'Éclair
- Audrey Fleurot : Bo, la bergère
- Pierre Niney : Fourchette
- Angèle : Gabby Gabby
- Jamel Debbouze : Ducky
- Franck Gastambide : Bunny
- Marc Arnaud : Duke Caboom
- Juliette Davis : Bonnie
- Ariane Aggiage : Giggle McDimples
- Guillaume Lebon : le père de Bonnie
- Rafaèle Moutier : la mère de Bonnie
- Barbara Tissier : Jessie
- Brigitte Virtudes : Dolly
- Nathalie Bienaimé : Trixie
- Emily Davis : Bi, Bop et Loula
- Henri Guybet : Rex
- Patrick Préjean : Bayonne
- Jean-Loup Horwitz : Zig-Zag
- Françoise Pavy : Margaret, la propriétaire du magasin
- Serge Biavan : Commando Carl
- Charlotte Clin : Harmony
- Jean-Pierre Denys : M. Patate
- Mathias Timsit : Bouton d'or
- Lior Chabbat : la fillette perdue
- Aloïs Agaësse-Mahieu : Andy jeune et adolescent
- Alexia Papineschi : Wendy, la maîtresse d'école
- Michèle Bardollet : Mme Patate
- Isabelle Ganz : la mère d'Andy
- Pascal Casanova : Fanfan l'éléphant
- Philippe Catoire : l'Ancien
- Virginie Caliari : Carol Sanchez
- Boris Agendanou : Éric Hochet
- Vincent Bonnasseau : Carl Rhinoféroce et les Aliens
- Grégory Quidel : Axel, le forain
- Aude Saintier : mère d'Harmony et Karen Beverly
- Jean-Pierre Michaël : M. Labrosse
- Simon Volodine : le présentateur TV de Duke Caboom
- Chœurs : Olivier Constantin , Richard Rossignol , Sébastien Valter, Magali Bonfils, Barbara Beretta et Marie Drion-Lanzafame

Version française dirigée par Barbara Tissier et Claude Lombard chez Dubbing Brothers.
 Source et légende : version française (VF) sur RS Doublage, Allociné, Le Parisien et le générique de fin

### Voix québécoises
- Alain Zouvi : Woody
- Ariane-Li Simard-Côté : Bo Peep
- Daniel Picard : Buzz Lightyear
- François Bellefeuille : Fourchette
- Cloé Racine : Bonnie
- Mike Paterson : Duke Caboom
- Charlotte St-Martin : Harmony[6]
- Violette Chauveau : Jessie
- Benoît Rousseau : Hamm
- François Sasseville : Rex
- Carl Béchard : Slinky
- Aline Pinsonneault : la mère de Bonnie
- Michèle Lituac : Billy, Goat et Gruff
- Célia Gouin-Arsenault : Gabby Gabby
- Philippe Martin : le père de Bonnie
- Marie-Andrée Corneille : Dolly
- Fayolle Jean Jr. : Ducky
- Catherine Brunet : Giggle McDimples
- Hugolin Chevrette-Landesque : Bunny
- Catherine Trudeau : Trixie

Version québécoise adaptée par Nadine Taillon et dirigée par Sophie Deschaumes chez Difuze.
 Source et légende : version québécoise (VQ) sur Doublage.qc.ca.

## Développement

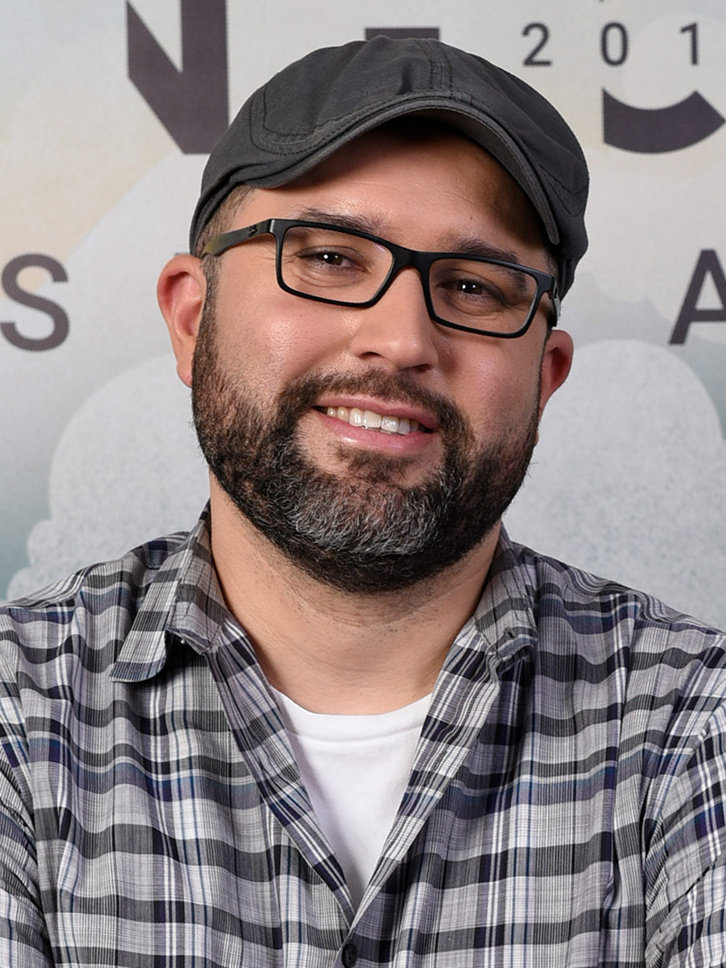
Josh Cooley en 2019.

### Conception
En 2010, Lee Unkrich, réalisateur de Toy Story 3, a affirmé que Pixar ne comptait pas sortir un quatrième opus. Tom Hanks et Tim Allen avaient provisoirement signé pour reprendre leurs rôles de Woody et de Buzz. Des rumeurs ont laissé entendre que Toy Story 4 était en production et devait sortir en 2015, mais Disney a démenti ces rumeurs en février 2013.
Disney a officiellement annoncé la réalisation Toy Story 4 le 6 novembre 2014. John Lasseter, qui avait réalisé les deux premiers films et produit le troisième, devait réaliser la suite après avoir écrit le film avec Andrew Stanton. Lasseter a expliqué que Pixar a décidé de produire la suite en raison de leur passion pour la franchise, et que le film serait une histoire d'amour.
En mars 2015, le président de Pixar, Jim Morris, a décrit le film comme une comédie romantique. Le même mois, Variety a annoncé que Josh Cooley avait été nommé co-réalisateur du film avec John Lasseter, après avoir participé, aux côtés de Pete Docter et de Meg LeFauve, à l’écriture du script de Vice-Versa. Plus tard, ce dernier a révélé que le développement d'un quatrième film avait en fait commencé peu de temps avant la sortie du troisième film.
Finalement, au cours de la D23 Expo de 2017, John Lasseter a déclaré qu'il laissait l'entière réalisation à Josh Cooley pour différends philosophiques.
En janvier 2018, Disney a confirmé que le scénario avait été écrit par Stephany Folsom, qui a réécrit les trois quarts du scénario original de Jones et McCormack. Selon Josh Cooley, le scénario se concentrera autour de Woody et de La Bergère. Cette dernière étant absente dans Toy Story 3, il a été expliqué qu'elle avait été donnée à un autre propriétaire. Le 28 septembre 2018 débute l'enregistrement du film. Tim Allen a déclaré que l'histoire du film était si émouvante qu'il ne pouvait même pas enregistrer la dernière scène. Le 30 janvier 2019, Hanks et Allen ont annoncé avoir terminé l'enregistrement des répliques de leurs personnages.

### Attribution des rôles
La plupart des acteurs ayant doublé les précédents films, y compris Tom Hanks et Tim Allen, ont signé pour reprendre leurs rôles. Hanks a déclaré en mai 2016 qu'il avait enregistré ses premières lignes pour Woody. Annie Potts a été confirmée pour revenir dans le rôle de La Bergère après avoir été absente de Toy Story 3. Don Rickles avait l'intention de reprendre son rôle de M. Patate, mais il est décédé en avril 2017 avant que des lignes ne soient enregistrées. Selon Josh Cooley, la famille de Rickles a pris contact avec Pixar pour leur demander s'il y avait un moyen de l'inclure dans le film. Pixar a passé en revue 25 ans de documents d'archives auxquels Rickles avait participé, y compris des lignes inutilisées des trois premiers films Toy Story, des jeux vidéo et d'autres médias connexes pour la franchise, et les a réutilisées dans le film.
Tony Hale a été annoncé dans le rôle de Fourchette, un jouet fait maison souffrant d'une crise existentielle,. De plus, Keanu Reeves a été annoncé au doublage d'un personnage nommé Duke Caboom. Le 22 mars 2019, Madeleine McGraw, qui avait déjà doublé Maddy McGear dans Cars 3, a été annoncée dans le rôle de Bonnie. Enfin, il est annoncé que Joan Cusack, Don Rickles, John Ratzenberger, Blake Clark, Wallace Shawn et Estelle Harris reprennent leurs rôles respectifs de Jessie, M. Patate, Bayonne, Zig-Zag, Rex et Mme Patate, tandis que Keegan-Michael Key et Jordan Peele sont annoncés dans les rôles de Ducky et Bunny,.

### Musique
Bandes originales de Toy Story
Toy Story 3
(2010)
Le retour de Randy Newman, qui a composé et écrit des chansons pour les trois films précédents, a été confirmé lors de la D23 Expo de 2015.
| Liste des titres | Liste des titres                                                                | Liste des titres | Liste des titres | Liste des titres | Liste des titres | Liste des titres | Liste des titres | Liste des titres | Liste des titres |
| No               | Titre                                                                           | Durée            |                  |                  |                  |                  |                  |                  |                  |
| ---------------- | ------------------------------------------------------------------------------- | ---------------- | ---------------- | ---------------- | ---------------- | ---------------- | ---------------- | ---------------- | ---------------- |
| 1.               | You've Got a Friend in Me                                                       | 2:04             |                  |                  |                  |                  |                  |                  |                  |
| 2.               | I Can't Let You Throw Yourself Away                                             | 2:05             |                  |                  |                  |                  |                  |                  |                  |
| 3.               | The Ballad of the Lonesome Cowboy (Interprétée par Chris Stapleton)             | 1:51             |                  |                  |                  |                  |                  |                  |                  |
| 4.               | Operation Pull Toy                                                              | 5:19             |                  |                  |                  |                  |                  |                  |                  |
| 5.               | Woody's Closet of Neglect                                                       | 3:55             |                  |                  |                  |                  |                  |                  |                  |
| 6.               | School Daze                                                                     | 4:22             |                  |                  |                  |                  |                  |                  |                  |
| 7.               | Trash Can Chronicles                                                            | 3:28             |                  |                  |                  |                  |                  |                  |                  |
| 8.               | The Road to Antiques                                                            | 2:41             |                  |                  |                  |                  |                  |                  |                  |
| 9.               | A Spork in the Road                                                             | 1:56             |                  |                  |                  |                  |                  |                  |                  |
| 10.              | Rubber Baby Buggy Butlers                                                       | 1:52             |                  |                  |                  |                  |                  |                  |                  |
| 11.              | Buzz's Flight & A Maiden                                                        | 4:07             |                  |                  |                  |                  |                  |                  |                  |
| 12.              | Ducky, Bunny, & Tea                                                             | 2:16             |                  |                  |                  |                  |                  |                  |                  |
| 13.              | Moving at the Speed of Skunk                                                    | 1:34             |                  |                  |                  |                  |                  |                  |                  |
| 14.              | Bo Peep's Panorama for Two                                                      | 2:36             |                  |                  |                  |                  |                  |                  |                  |
| 15.              | Three Sheeps to the Wind                                                        | 2:55             |                  |                  |                  |                  |                  |                  |                  |
| 16.              | Sneaking and Antiquing                                                          | 1:42             |                  |                  |                  |                  |                  |                  |                  |
| 17.              | Recruiting Duke Caboom                                                          | 1:16             |                  |                  |                  |                  |                  |                  |                  |
| 18.              | Prepping the Jump                                                               | 2:20             |                  |                  |                  |                  |                  |                  |                  |
| 19.              | Let's Caboom!                                                                   | 4:07             |                  |                  |                  |                  |                  |                  |                  |
| 20.              | Cowboy Sacrifice                                                                | 2:06             |                  |                  |                  |                  |                  |                  |                  |
| 21.              | Operation Harmony                                                               | 4:24             |                  |                  |                  |                  |                  |                  |                  |
| 22.              | Duke's Best Crash Ever                                                          | 2:43             |                  |                  |                  |                  |                  |                  |                  |
| 23.              | Gabby Gabby's Most Noble Thing                                                  | 3:02             |                  |                  |                  |                  |                  |                  |                  |
| 24.              | Parting Gifts & New Horizons                                                    | 5:05             |                  |                  |                  |                  |                  |                  |                  |
| 25.              | The Ballad of the Lonesome Cowboy (Soundtrack version) (Interprétée par Newman) | 1:51             |                  |                  |                  |                  |                  |                  |                  |
| 26.              | Plush Rush!                                                                     | 1:12             |                  |                  |                  |                  |                  |                  |                  |
| 1:12:37          |                                                                                 |                  |                  |                  |                  |                  |                  |                  |                  |

En plus d'avoir écrits des musiques pour Bonnie, Gabby Gabby, Duke Caboom et Fourchette, Newman a également réutilisé ses thèmes orchestraux précédents des trois premiers films. Il a écrit deux nouvelles chansons pour le film, intitulées "Le Cow-Boy solitaire" et "J'peux pas te laisser".

### Sortie
Initialement prévu pour une sortie en salles le 16 juin 2017, la date de sortie du film a été repoussée au 15 juin 2018, tandis que la date de sortie de 2017 a été donnée à Cars 3. Il a ensuite été retardé à nouveau jusqu'au 21 juin 2019, tandis que la date de 2018 a été donnée aux Indestructibles 2.
Le 7 avril 2018, Walt Disney Studios Entertainment annonce une sortie pour Toy Story 4 pour le 21 juin 2019.

## Accueil

### Accueil critique
En France, le site Allociné recense une moyenne des critiques presse de 4,2/5 et des critiques spectateurs de 4,3/5.
Pour 20 Minutes, le film « est de la même veine jubilatoire que ses prédécesseurs ».
La revue Les Fiches du cinéma loue « le savoir-faire Pixar » qui « impressionne autant pour la technique que pour le scénario ». Plus mitigée, la critique de L'Obs estime que le film est « sans génie mais visuellement flamboyant » et qu'il « reconduit les ingrédients des précédents avec un certain bonheur ».

### Box-office
Le 23 juin 2019, Toy Story 4 fait un début considéré comme « doux » avec 120 millions d'USD de recettes par rapport aux autres productions du studio. Le 15 août 2019, Toy Story 4 franchit la barre des 1 milliard d'USD de recette et permet à Walt Disney Studios de devenir le premier studio ayant 5 films dépassant ce niveau de recettes en 2019,,. Finalement, avec plus d'1 milliard de $ de recettes à travers le monde, le film est l'un des plus gros succès du box-office mondial.
| Pays ou région        | Box-office        | Date d'arrêt du box-office | Nombre de semaines |
| --------------------- | ----------------- | -------------------------- | ------------------ |
| États-Unis Canada     | 434 038 008 USD   | en cours                   | 22                 |
| France                | 4 454 410 entrées | en cours                   | 21                 |
| Total hors États-Unis | 639 356 585 USD   | en cours                   | 22                 |
| Total mondial         | 1 073 394 593 USD | en cours                   | 22                 |

## Sortie vidéo
En France, le film sort en vidéo le 1er octobre 2019 en version dématérialisée et le 30 octobre sur supports DVD, Blu-ray et Blu-ray Ultra HD.

## Distinctions

### Récompenses
- ADG Excellence in Production Desing Awards : Meilleure animation
- American Cinema Editors : Meilleure animation
- Casting Society of America : Meilleure animation
- Chicago Film Critics Association : Meilleur film d'animation
- Critics' Choice Movie Awards : Meilleure animation
- Dallas-Fort Worth Film Critics Association : Meilleur film d'animation
- Detroit Film Critics Society : Meilleure animation
- Festival du film de Hollywood : Meilleur film d'animation
- Golden Trailer Awards : Meilleur film d'animation
- Hollywood Critics Association : Meilleur film d'animation
- Motion Picture Sound Editors : Meilleur montage son
- Oscars 2020 : Meilleur film d'animation
- Producers Guild of America Awards : Meilleures images animées
- Saturn Awards : Meilleur film fantastique
- St. Louis Film Critics Association : Meilleure animation
- Visual Effects Society : Meilleur environnement dans un film d'animation
- Washington DC Area Film Critics Association : Meilleure animation

### Nominations
- Annie Awards :
  - Meilleure animation
  - Meilleure réalisation des effets animés
  - Meilleur montage
  - Meilleur scénario
  - Meilleure musique
  - Meilleur doublage
- BAFTA 2020 : Meilleur film d'animation
- Black Reel Awards
  - Meilleur doublage : Keegan-Michael Key
  - Meilleur doublage : Jordan Peele
- British Academy Film Awards : British Academy Film Award du meilleur film d'animation
- Golden Globes 2020 : Meilleur film d'animation
- Golden Trailer Awards : Meilleure bande annonce
- Grammy Awards : Meilleure chanson : The Ballad of the Lonesome CowBoy - Paroles et musique : Randy Newman
- Hollywood Critics Association : Meilleure performance VFX
- Humanitas Prizes : Meilleure équipe
- Kids' Choice Awards :
  - Meilleur film d'animation
  - Meilleur doublage : Tom Hanks
- Oscars 2020 : Meilleure chanson originale : I Can't Let You Throw Yourself Away - Paroles et musique : Randy Newman
- Razzie Awards : Prix de la rédemption : Keanu Reeves
- Satellite Awards : 
  - Meilleur film d'animation
  - Meilleur chanson originale : The Ballad of the Lonesome CowBoy - Paroles et musique : Randy Newman
- Saturn Awards : Meilleur film d'animation
- Visual Effects Society :
  - Meilleurs effets visuels
  - Meilleurs personnages animés
  - Meilleure cinématographie virtuelle